# 韮川町
韮川町（にらがわちょう）は、群馬県太田市にある地名（町丁）。郵便番号は373-0029。

## 概要
韮川地区にある町丁。町内はすべてを太田市立城東中学校が占めている。

## 地理

### 近隣町丁
- 台之郷町
- 上小林町

## 世帯数と人口
2022年（令和4年）3月31日現在、町内に住む世帯と人口はいない。
| 町丁   | 世帯数 | 人口 |
| ------ | ------ | ---- |
| 韮川町 | 0世帯  | 0人  |

## 交通

### 鉄道
町内に鉄道は通っていない。

## 施設
- 太田市立城東中学校